# Guerra dei trent'anni (fase palatina)
La fase palatina o conquista spagnola del Palatinato, o ancora campagna del Palatinato, fu una fase della guerra dei trent'anni.
Il Palatinato venne invaso da un'armata imperiale e spagnola combinata al comando di Ambrogio Spinola, il conte di Tilly e don Gonzalo de Córdoba. Questi sconfissero le forze guidate da Federico V del Palatinato, Giorgio Federico di Baden-Durlach e da Mansfeld.
La campagna si concluse con l'esilio di Federico ed il Palatinato venne suddiviso tra la Spagna e Massimiliano di Baviera.

## Antefatto
La guerra dei trent'anni iniziò nel 1618 quando la Boemia, perlopiù protestante, offrì la propria Corona a Federico V del Palatinato, anziché al più conservatore e cattolico Ferdinando II del Sacro Romano Impero. Gran parte del Sacro Romano Impero rimase neutrale nel conflitto, vedendo la guerra perlopiù come una disputa di eredità e la rivolta venne ben presto soppressa. Ad ogni modo, le forze imperiali invasero il Palatinato e Federico V si trovò alla fine privato delle proprie prerogative ereditarie.
Altre potenze protestanti europee vennero coinvolte nel confrlitto, tra cui l'Inghilterra e la Scozia di Giacomo I, la cui figlia Elisabetta era la moglie di Federico. Gli stati protestanti nell'impero videro questa guerra unicamente come una minaccia alla loro sovranità con l'ingerenza degli imperiali nei loro territori; la contea di Nassau-Dillenburg era un possedimento ereditario del principe olandese di Orange, mentre Cristiano IV di Danimarca era anche duca di Holstein. La guerra coincise con parte della Tregua dei dodici anni tra Paesi Bassi e Spagna e diede l'opportunità alla Francia di schiacciare una serie di rivolte degli ugonotti.

## La campagna militare

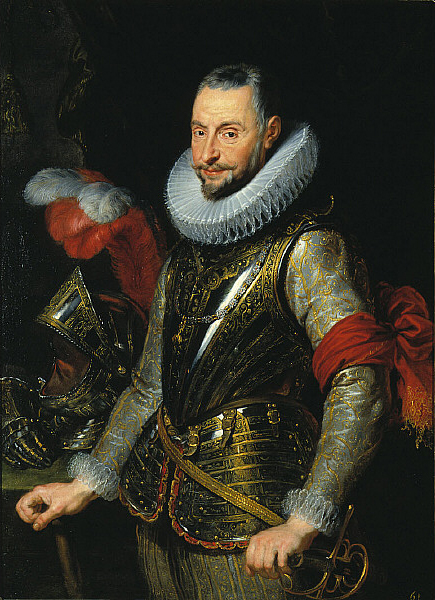
Il comandante spagnolo don Ambrogio Spinola, in uno studio di Peter Paul Rubens

Comandati da Gonzalo de Córdoba e da Ambrogio Spinola, 25 000 uomini dell'armata delle Fiandre lasciarono Bruxelles nell'agosto del 1620, ed entrarono nel Basso Palatinato all'inizio di settembre. Al 1º ottobre, avevano già preso Kreuznach, Oppenheim e Bacharach, ed avevano occupato il distretto di Bergstraße.
Magonza cadde nelle mani di Córdoba nell'agosto del 1621, mentre Spinola assediò Jülich; la città si arrese nel febbraio del 1622, tagliando così i rifornimenti tra la Repubblica Olandese e l'Alto Palatinato.
A marzo, il conte di Tilly e l'armata della Lega Cattolica invasero il territorio dalla Baviera; questo esercito venne intercettato dalle forze protestanti al comando di Giorgio Federico di Baden-Durlach e dal generale Mansfeld, portando all'inconcludente battaglia di Mingolsheim del 27 aprile.
Mansfeld quindi puntò su Ladenburg, mentre il duca di Baden-Durlach inseguì i bavaresi; Tilly si era nel frattempo riunito alle truppe di Córdoba l'8 maggio, ma venne sconfitto a Wimpfen. Le operazioni si fermarono a causa delle pestilenze scoppiate sul campo.
All'inizio di novembre di quello stesso anno, le forze imperiali e spagnole catturarono Heidelberg e Mannheim, le due principali città del Basso Palatinato. Federico V venne costretto all'esilio nelle Province Unite. Gli spagnoli occuparono la parte occidentale del Palatinato, cementando il loro controllo sul corridoio strategico noto col nome di "Strada spagnola"; Massimiliano di Baviera ottenne il resto del territorio.
L'esercito protestante nel Palatinato conteneva volontari da diversi paesi, inclusi diversi reggimenti inglesi guidati da sir Horace Vere. Concentratisi a Frankenthal, rimasero alla fine isolati e nel marzo del 1623, Giacomo I d'Inghilterra diede istruzioni per la resa, ponendo fine alla campagna militare.

## Conseguenze

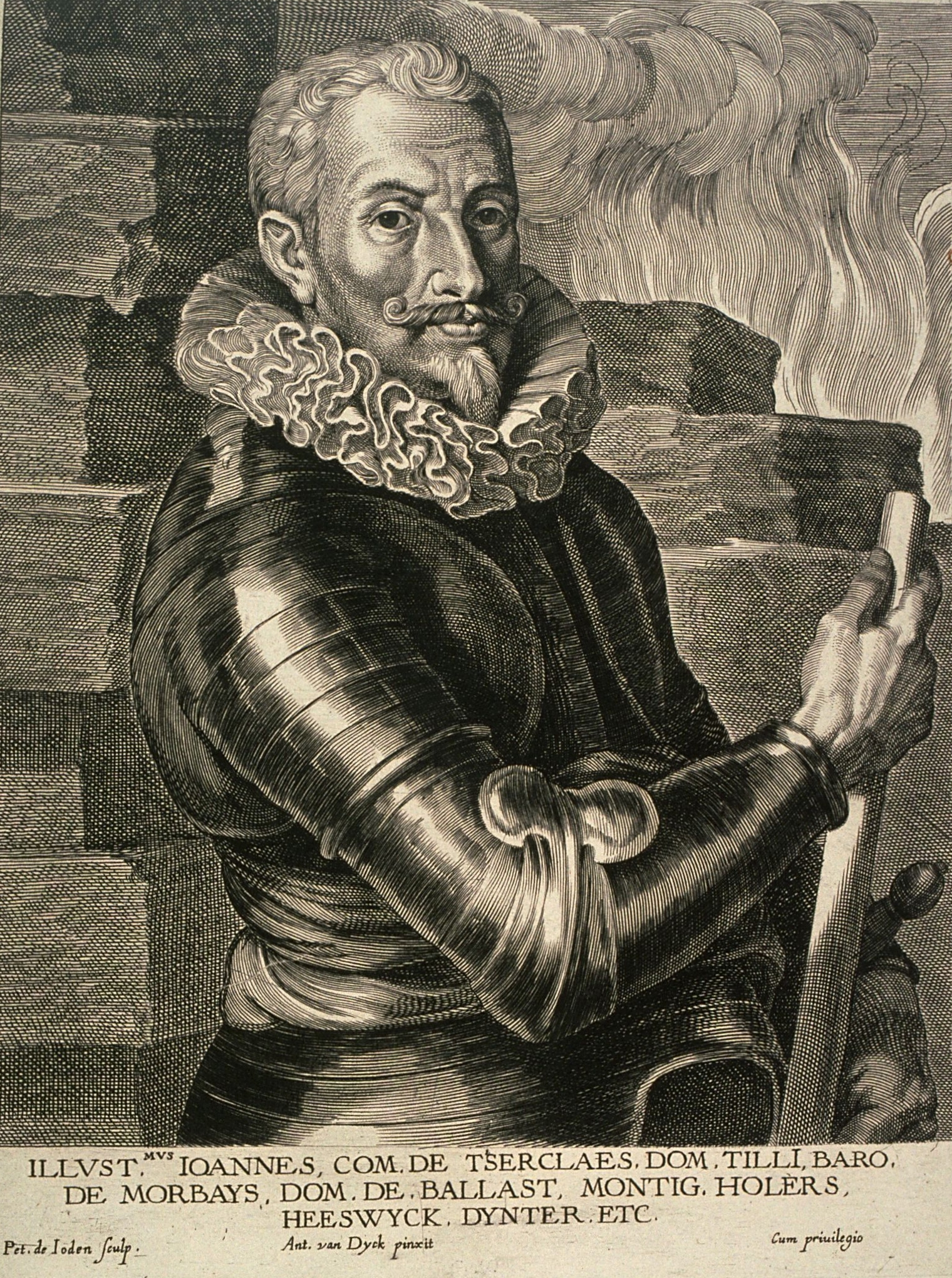
Il comandante imperiale Johann Tserclaes, conte di Tilly, il monaco in arme.

Le istruzioni date da re Giacomo I d'Inghilterra a De Vere erano basate sull'assunto di aver raggiunto un accordo con Filippo IV di Spagna per restaurare Federico V del Palatinato nei suoi possedimenti, ma questo non risultò tale alla fine. Nel febbraio del 1623, l'imperatore Ferdinando II rimosse Federico dal ruolo di principe-elettore, concedendo il suo diritto di voto al cugino Massimiliano di Baviera.
Il 6 agosto, il generale Tilly sconfisse l'armata protestante guidata da Cristiano di Brunswick nella Battaglia di Stadtlohn, e Federico V siglò un armistizio con l'imperatore Ferdinando II, ponendo così fine alla "fase palatina" della guerra dei trent'anni. Ferdinando II dichiarò la Boemia quale possedimento ereditario degli Asburgo, confiscando le terre dei nobili protestanti che avevano aderito alla rivolta e promuovendo la controriforma cattolica.
Quest'ultimo atto provocò ad ogni modo una prosecuzione della guerra e nel 1624 Inghilterra, Francia, Paesi Bassi, Svezia, Danimarca-Norvegia, ducato di Savoia, repubblica di Venezia e Brandeburgo firmarono un'alleanza reciproca in funzione anti-asburgica.